# Johnny Parker (Pianist)
John Robert „Johnny“ Parker (* 6. November 1929 in Beckenham (Kent); † 11. Juni 2010) war ein britischer Jazzpianist.
Parker begann in den 1940er-Jahren in Jazzbands zu spielen, nachdem er Boogie-Woogie-Pianisten auf dem US-Soldatensender AFN gehört hatte. Bis 1948 war er Hauspianist im Catford Rhythm Club. Während dieser Zeit diente er 1948 bis 1950 im Royal Ordnance Corps beim Testen von Munition, spielte aber nebenbei mit Jazzmusikern wie Beryl Bryden und Mike Daniels. 1950/51 studierte er am Regent Street Polytechnic und spielte in der Band von Mick Mulligan. 1951 bis 1957 spielte er mit Humphrey Lyttelton, mit dem er unter anderem Louis Armstrong, Sidney Bechet und Eddie Condon begleitete. Danach spielte er mit eigener Band und ein Jahr bei Graham Stewart und nahm dann einen Job in einer Flugzeugfabrik als Komponenten-Inspektor an. 1961/62 spielte er mit Monty Sunshine und 1962/63 für Blues Incorporated von Alexis Korner.
Er leitete hin und wieder eigene Bands, spielte mit Diz Disley, Cyril Davies und Long John Baldry und arbeitete zwischendurch wieder in einer Fabrik und ab Ende der 1960er-Jahre bis 1978 häufig mit Kenny Ball und trat regelmäßig auf dem Cork Festival auf. In den 1970er- und 1980er-Jahren hatte er immer wieder eigene Bands und spielte als Solist in London, der Schweiz und Deutschland. Er begleitete durchreisende Jazzmusiker wie Wild Bill Davison, Doc Cheatham und Eddie Miller. 1979/80 war er in Hefty Jazz von Keith Smith und er spielte bei Sammy Rimington in den 1970er- und 1980er-Jahren und den Summer All Stars von Pat Halcox. In den 1980er-Jahren war er mit der Harlem Blues and Jazz Band in Deutschland und Dänemark. In den 1990er-Jahren ließen seine Auftritte aus Gesundheitsgründen nach, er spielte aber weiter Solo und in eigenem Trio. Er spielte in der Gegend von London und tourte im Mittleren Osten. 2005 zog er sich ganz aus der Musikszene zurück.
Er war zweimal verheiratet mit je zwei Kindern aus erster und zweiter Ehe (mit der südafrikanischen Sängerin Peggy Phango (gestorben 1998), einer Cousine von Miriam Makeba).

## Lexikalischer Eintrag
- Ian Carr, Digby Fairweather, Brian Priestley: Rough Guide Jazz. Der ultimative Führer zur Jazzmusik. 1700 Künstler und Bands von den Anfängen bis heute. Metzler, Stuttgart/Weimar 1999, ISBN 3-476-01584-X.
- John Chilton: Who’s Who of British Jazz. Continuum 2004.